# TV Azteca
TV Azteca (BMAD: XTYZ) là một tập đoàn truyền thông Mexico thuộc sở hữu của Grupo Salinas. Đây là công ty truyền thông lớn thứ hai ở Mexico sau Televisa, là một trong những công ty truyền thông nói tiếng Tây Ban Nha lớn nhất, chỉ sau đối thủ chính Televisa (Mexico) và TVE (Tây Ban Nha).

## Lịch sử
TV Azteca (Truyền hình Aztec) bắt nguồn từ việc thành lập Imevisión (Instituto Mexicano de la Televisión; Viện Truyền hình Mexico), một tổ chức truyền hình bán quốc gia được thành lập vào năm 1983 bởi Chủ tịch Miguel de la Madrid, điều hành các đài truyền hình XHDF-TV (1968), XHIMT-TV (1985 và XEIMT-TV (1982) và cả các kênh 2 từ Chihuahua và 8 từ Monterrey, nó đã được tư nhân hóa vào năm 1990 bởi Tổng thống Carlos Salinas de Gortari và sẽ rao bán kênh 13 (XHDF) và 7 (XHIMT), chúng sẽ được mua lại bởi Ricardo Salinas Pliego chủ sở hữu của các cửa hàng bán lẻ Elektra và sẽ tạo ra Televisión Azteca vào năm 1993.

## Biểu tượng

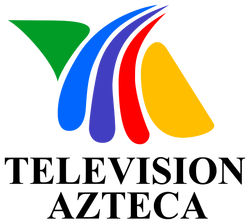
Biểu tượng của TV Azteca (1994-1996)

Biểu tượng TV Azteca nổi tiếng được thiết kế bởi Javier García Rivera có hình con đại bàng cách điệu, biểu tượng đó đã được sử dụng từ năm 1992, ban đầu có màu đen, năm 1994, ông lấy 5 màu đầu tiên của biểu tượng NBC, đơn vị đã đề xuất mua từ 19 đến 20% của công ty.

## TV Azteca hiện nay
TV Azteca chuyên sản xuất các chương trình thực tế, chương trình trò chuyện, cuộc thi, cuộc thi, kênh truyền hình trả tiền, thể thao, âm nhạc, tin tức, giải trí, nhà phân phối phim, đây là những công ty liên kết:
- TV Azteca Internacional TV de Paga (kênh truyền hình trả tiền)
- Azteca Networks (tín hiệu truyền hình cáp)
- Azteca Estudios (công ty sản xuất)
- Azteca Internet (nhà điều hành trang web)
- Azteca Cine (nhà phân phối phim)
- Azteca Teatro (nhà điều hành rạp hát)
- Azteca Music (nhà sản xuất và phân phối âm nhạc)
- Centro de Estudios y Formación Actoral (CEFAT) (trường đào tạo diễn xuất)
- America Network (nhà điều hành đài truyền hình ở Hoa Kỳ)
- Azteca Deportes (bộ phận phụ trách thể thao)
- Azteca Espectáculos (bộ phận chuyên sản xuất chương trình)
- Azteca Licencias (quảng cáo)
- Fuerza Informativa Azteca / Azteca Noticias (bộ phận dành riêng cho lĩnh vực tin tức)
- TV Azteca Guate (phân chia ở Guatemala)
- Azteca Honduras (phân chia ở Honduras)
- Mazatlán F.C. (Câu lạc bộ bóng đá)
- Arena Monterrey (Nhà thi đấu, chủ sở hữu của 20%)

## Dịch vụ

### Truyền thông mặt đất
TV Azteca cung cấp các chương trình trên phạm vi toàn Mexico thông qua các chi nhánh tại địa phương. 181 đài truyền hình địa phương của Mexico (39.2 % tổng số đài thương mại) phát các chương trình thuộc 4 kênh truyền hình mặt đất. là:
- Azteca Uno (Kênh của sao, XHDF-TV) - Trạm TV Azteca hàng đầu; tổng hợp và thời sự
- Azteca 7 - Gặp gỡ truyền hình, phim truyện và các chương trình giáo dục giới trẻ
- A Más - Truyền hình nhiều tập nước ngoài, thể thao, kịch
- ADN 40 - Thành phố Mexico - Thời sự và chính luận

### Cáp
- Azteca Uno (HD) -
- Azteca 7 (HD) -
- Azteca Uno +1 hora (Azteca Uno sớm hơn một giờ so với giờ trung tâm Mexico)
- Azteca Uno +2 horas (Azteca Uno trước hai giờ so với giờ miền Trung Mexico)
- Clic -
- Mundo -
- Cinema -
- Corazón -

Kênh liên kết
- Romanza+ África (phối hợp với Tập đoàn Cisneros và ÁfricaXP cho Châu Phi)
- Azteca América (Được liên kết kể từ khi bán kênh cho HC2 Holdings vào năm 2017, nó sẽ đóng cửa vào ngày 31 tháng 12 năm 2022)